# Отвидаберг
Отвидаберг (швед. Åtvidaberg) — населённый пункт, центр одноимённого муниципалитета, лен Эстергётланд, Швеция. Население — 6859 человек (2010).

## История
С XIV века в районе города добывалась медь, а название города «Отвидаберг» происходила от названия одного из муниципалитетов региона Бергслаген. Самые ранние упоминания города датированы 1467 годом, как соединение сложных слов швед. Åtvid (название прихода) и швед. berg (буквально, гора).  В 1500-х годах место добычи пришли в упадок. В 1764 году Дэвид Халлонквист заключает партнёрское соглашение по владению шахтой с Йоханом Адельсвардом, который позже стал единоличным владельцем медной шахты.
В развитии рода активно принимал участие дворянский род Адельсвард. В конце XIX века—начале XX века превратился в современный промышленный город. В 1970-х годах главным в отрасли была корпорация Facit по производству мебельной продукции, компания была главным спонсором местной футбольной команды «Отвидаберг», доминирующей в чемпионате Швеции по футболу в конце 1970- годов.  
В конце XIX века после закрытия медных рудников, часть населения эмигрировала в Ишпеминг, штат Мичиган. В 1994 году в память об этом была установлена мемориальная доска на шахте Морморсгруван.